# Baureihe 440
De Baureihe 440 en 441, ook wel Alstom Coradia Continental genoemd, is een elektrisch treinstel voor het regionaal personenvervoer van de Deutsche Bahn (DB).

## Geschiedenis
De Baureihe 440 is afgeleid van de Alstom Coradia LIREX. Dit treinstel is een zogenaamde lichtgewichttrein met een lagevloer over de hele lengte. Het acroniem LIREX staat voor Leichter, innovativer Regionalexpress.
De Baureihe 440 had op 18 juli 2009 op het traject Augsburg - München, Ulm, Donauwörth en Treuchtlingen als Fugger-Express de primeur in Duitsland.
De Eisenbahnbundesamt verstrekte in maart 2010 de toelating voor deze treinen. Vanaf maart 2010 kwam de aflevering van de in 2008 door Alstom gebouwde treinen opgang. De treinen worden op de „Mainfrankenbahn“ tussen Würzburg en Nürnberg alsmede de „Donau-Isar-Express“ tussen München en Passau in de loop van de zomer 2010 ingezet.
| vervoerder  | inzet gebied    | begin concessie | 440.0 | 440.2 | 440.3 | totaal |
| ----------- | --------------- | --------------- | ----- | ----- | ----- | ------ |
| DB Regio    | E-Netz Augsburg | 12/2008         | 37    | -     | -     | 37     |
| DB Regio AG | E-Netz Würzburg | 12/2009         | 5     | -     | 22    | 27     |
| DB Regio AG | E-Netz Passau   | 12/2009         | 6     | 6     | -     | 12     |

## Constructie en techniek
Het treinstel is opgebouwd uit een aluminium frame met een frontdeel van GVK. Het treinstel is uitgerust met luchtvering.

### Nummers
- driedelig: 440.3 - 441.3 - 440.8
- vierdelig: 440.0 - 441.0 - 441.5 - 440.5
- vijfdelig: 440.2 - 441.2 - 441.6 - 441.7 - 440.7

## Treindiensten
De treinen worden door DB Regio AG ingezet in de deelstaat Beieren
- E-Netz Augsburg
- E-Netz Würzburg
- E-Netz Passau

## Foto's

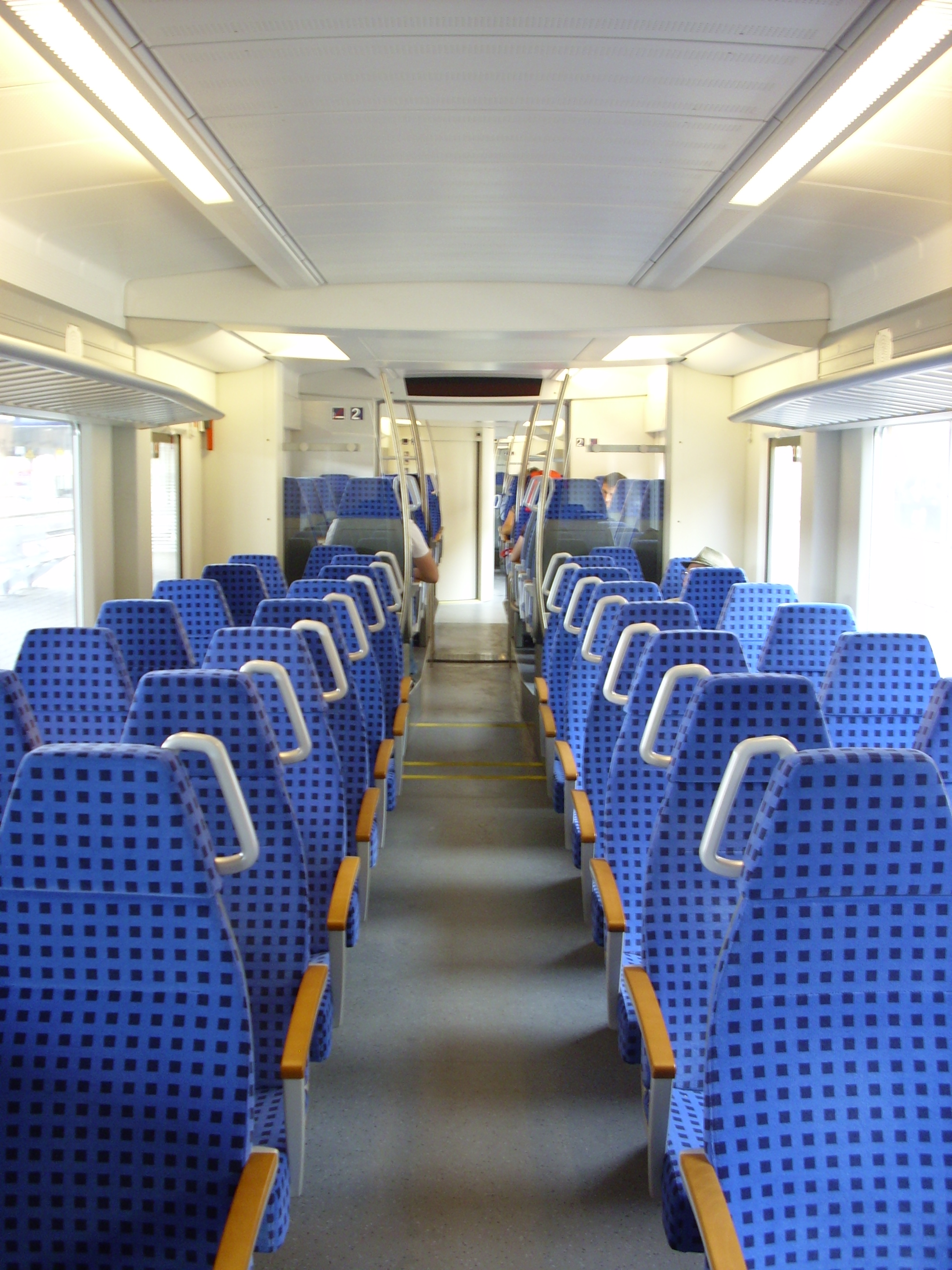
2e klas

In dit overzicht staan eveneens treinen van de Deutsche Bundesbahn (DB) en van de Deutsche Reichsbahn (DR)